# 데센쿠엔트로
《데센쿠엔트로》(스페인어: Desencuentro)은 1997년 방영된 멕시코의 텔레노벨라이다.